# Puerto Octay
Puerto Octay est une commune du sud du Chili, qui se trouve dans la province d'Orsorno dans la région des Lacs, au bord du Lac Llanquihue.

## Géographie
La commune de Puerto Octay est située au sud de la Vallée Centrale du Chili, le long de la rive nord du lac Llanquihue. Puerto Octay se trouve à 978 kilomètres à vol d'oiseau au sud de la capitale Santiago et à 69 kilomètres au nord de Puerto Montt, capitale de la Région des Lacs.

## Démographie
En 2012, la population de la commune s'élevait à 8 920 habitants. La superficie de la commune est de 1 796 km2 (densité de 5 hab./km²).

Position de Puerto Octay (en rouge) au sein de la Région des Lacs.